# 钱铺镇
钱铺乡，是中国安徽省中南部、长江北岸枞阳县下辖的一个乡镇级行政单位。

## 行政区划
钱铺乡下辖以下地区：
钱铺村、鹿狮村、井边村、虎栈村、将军村、黄岗村、长山村、黄冲村和南岭村。